# سیارک ۸۲۸
سیارک ۸۲۸ (به انگلیسی: 828 Lindemannia، نامگذاری:1916ZX) هشتصد و بیست و هشتمین سیارک کشف شده‌است که در ۲۹ اوت ۱۹۱۶ و در وین کشف شد.
قدر مطلق سیارک برابر ۱۰٫۳۳ است.